# أحمد الحسن الخطيب
أحمد الحسن الخطيب (1933 – نحو 1982)، سياسي سوري، تولّى منصب رئيس الجمهورية العربية السورية بالوكالة لفترة وجيزة بين عامي 1970 و1971، عقب "الحركة التصحيحية" التي قادها وزير الدفاع آنذاك حافظ الأسد. يُعدّ أول من تولى رئاسة سوريا بعد الإطاحة بالرئيس نور الدين الأتاسي وقبل استلام حافظ الأسد المنصب رسميًا. كما شغل لاحقًا مناصب قيادية عدة داخل حزب البعث العربي الاشتراكي، من أبرزها رئاسة مجلس الشعب السوري ورئاسة وزراء اتحاد الجمهوريات العربية.

## النشأة والتعليم
وُلد أحمد الحسن الخطيب عام 1933 في قرية نمر بمحافظة درعا جنوب سوريا، ويُخطئ بعض المصادر أحيانًا في نسب مسقط رأسه إلى محافظة السويداء. نشأ في بيئة ريفية، وأكمل دراسته في المعهد العالي للمعلمين، ثم في قسم اللغة العربية في الجامعة السورية (جامعة دمشق لاحقًا). عمل بعد تخرّجه في سلك التعليم، وتدرّج في مهامه حتى أصبح مديرًا لثانوية جودت الهاشمي في دمشق، وهي إحدى المدارس الثانوية البارزة في العاصمة.

## النشاط السياسي
انضم الخطيب إلى حزب البعث العربي الاشتراكي، وشارك في أول مجلس وطني لقيادة الثورة عقب انقلاب 8 آذار/مارس 1963، وكان آنذاك عضوًا عاديًا دون مناصب عليا في القيادة. تولى لاحقًا منصب نقيب المعلمين في سوريا، وهو المنصب الذي كان يشغله عشية "الحركة التصحيحية" التي قادها حافظ الأسد في 16 تشرين الثاني/نوفمبر 1970.

### رئاسة الجمهورية (1970–1971)
في أعقاب انقلاب عام 1970، عُيّن الخطيب رئيسًا مؤقتًا للجمهورية العربية السورية اعتبارًا من 18 تشرين الثاني/نوفمبر 1970، خلفًا لنور الدين الأتاسي. جاء تعيينه في إطار مرحلة انتقالية لترتيب الأوضاع السياسية في البلاد، إلى حين انتخاب حافظ الأسد رئيسًا للجمهورية في استفتاء شعبي أُجري في 12 آذار/مارس 1971.
استمرت فترة الخطيب في الرئاسة نحو ثلاثة أشهر، ولم يتخذ خلالها قرارات جوهرية، بل أدى دورًا بروتوكوليًا وانتقاليًا. وقد عُرف عنه الابتعاد عن الصراعات الحزبية، وهو ما ساعد في ترشيحه لهذا المنصب خلال المرحلة الانتقالية.

## المناصب بعد الرئاسة
تولّى الخطيب بعد انتهاء فترة الرئاسة عدة مناصب حكومية وحزبية، منها:
- رئيس مجلس الشعب السوري: من 22 شباط/فبراير 1971 حتى 26 كانون الأول/ديسمبر 1971.
- عضو القيادة القطرية لحزب البعث: من 13 تشرين الثاني/نوفمبر 1970 حتى 15 نيسان/أبريل 1975.
- رئيس وزراء اتحاد الجمهوريات العربية: وهو مشروع وحدوي ضم سوريا ومصر وليبيا خلال سبعينيات القرن العشرين. تولّى الخطيب رئاسة مجلس الوزراء الاتحادي حتى انهيار المشروع أواخر السبعينيات.

## الوفاة
توفي الخطيب في دمشق مطلع ثمانينيات القرن العشرين، ويُرجّح أن وفاته كانت عام 1982، على الرغم من عدم توفر معلومات دقيقة في المصادر الرسمية حول تاريخ وفاته.

## السمات الشخصية
وُصِف الخطيب بأنه شخصية هادئة ودمثة، بعيدة عن الاستقطابات الحزبية الحادة، ما جعله خيارًا توافقيًا خلال مرحلة انتقالية حرجة في تاريخ سوريا السياسي. غالبًا ما يُشار إليه في بعض الأدبيات السياسية بـ"الرئيس المنسي"، نظرًا لقصر فترة رئاسته وتجاهل دوره في السرد الرسمي اللاحق.

## روابط خارجية
- أحمد الحسن الخطيب على موقع مونزينجر (الألمانية)